# Acto Institucional Número Trece
El Acto Institucional Número Trece, o AI-13, fue decretado por la Junta militar brasileña el 5 de septiembre de 1969. La nueva Junta militar había sumido el poder unos días antes en función de la enfermedad del presidente Costa e Silva, de acuerdo con el AI-12, de 1 de septiembre de 1969. Solo cuatro después, la Junta militar volvía a hacer uso del decreto ley para imponer un nuevo AI-13.

## Contexto histórico
El AI-13 endureció aún más el régimen militar brasileño, pues se institucionalizó la detención y expulsión de Brasil de cualquier ciudadano que fuera considerado inconveniente por el régimen. Por el AI-12, de 1 de septiembre de 1969, el régimen dictatorial saltaba las disposiciones normales para sustituir al presidente enfermo y dejaba a un lado la figura del vicepresidente.

## Disposiciones legales
El AI-13 declara que los ministros de Estado de Marina, del Ejército de Tierra y de Aeronáutica, en uso de las atribuciones que les confiere el art. 1º del Ato Institucional nº 12, de 31 de agosto de 1969, resuelven editar un nuevo Acto Institucional. En su art. 1º, el AI-13 dice que el Poder Ejecutivo podrá, a propuesta de los ministros de Estado citados, junto al de Justicia, expulsar del territorio nacional a ciudadanos considerados inconvenientes, nocivos o peligrosos. 

O Poder Executivo poderá, mediante proposta dos Ministros de Estado da Justiça, da Marinha de Guerra, do Exército ou da Aeronáutica Militar, banir do território nacional o brasileiro que, comprovadamente, se tornar inconveniente, nocivo ou perigoso à segurança nacional.
Ato Institucional Número Treze. Art. 1

La duración de la expulsión constará en el proceso o la ejecución de la condena, así como la prescripción legal de la misma. 

Parágrafo único - Enquanto perdurar o banimento, ficam suspensos o processo ou a execução da pena a que, porventura, esteja respondendo ou condenado o banido, assim como a prescrição da ação ou da condenação.

Como en los demás Actos Institucionales, en su artículos últimos se dice:

Art. 2º - Excluem-se de qualquer apreciação judicial todos os atos praticados de acordo com este Ato Institucional e Atos Complementares dele decorrentes, bem como os respectivos efeitos.

Art. 3º - Este Ato Institucional entra em vigor nesta data, revogadas as disposições em contrário.